# Klampok (Wanasari)
Klampok is een bestuurslaag in het regentschap Brebes van de provincie Midden-Java, Indonesië. Klampok telt 14.585 inwoners (volkstelling 2010).